# Rhabdomastix glabrivena
Rhabdomastix glabrivena är en tvåvingeart som beskrevs av Alexander 1981. Rhabdomastix glabrivena ingår i släktet Rhabdomastix och familjen småharkrankar. Inga underarter finns listade i Catalogue of Life.